# خوسيه إينيس غارسيا تشافيز
خوسيه إينيس غارسيا تشافيز (بالإسبانية: José Inés García Chávez)‏ هو عسكري مكسيكي، ولد في 19 أبريل 1889، وتوفي في 11 نوفمبر 1918.